# Valentino Manzoni
Valentino Manzoni (Ceglie Messapica, 5 febbraio 1932) è un politico italiano.